# Italiaanse school van de algebraïsche meetkunde
In de geschiedenis van de wiskunde verwijst de Italiaanse school van de algebraïsche meetkunde naar het werk dat gedurende meer dan een halve eeuw (ruwweg de periode van 1885-1935) internationaal werd gedaan in de birationale meetkunde, met name op het gebied van algebraïsche oppervlakken. Zo rond de 30 tot 40 vooraanstaande wiskundigen leverden belangrijke bijdragen. Ongeveer de helft van hen was Italiaan. De leiding berustte bij de groep in Rome van Guido Castelnuovo, Federigo Enriques en Francesco Severi, die betrokken waren bij enkele van de diepste ontdekkingen, evenals bij het vaststellen van de stijl.

## Algebraïsche oppervlakken
De nadruk op algebraïsche oppervlakken - algebraïsche variëteiten van dimensie twee - volgde op een in wezen volledig meetkundige theorie van algebraïsche krommen (dimensie 1). De positie zo rond 1870 was dat de krommentheorie met de theorie van Brill-Noether de stelling van Riemann-Roch in al zijn verfijningen had opgenomen (via de gedetailleerde meetkunde van de thèta-deler).
De classificatie van algebraïsche oppervlakken was een gedurfde en geslaagde poging om de indeling van krommen naar hun geslacht {\displaystyle g} te herhalen. Het komt overeen met een ruwe classificatie in drie soorten: {\displaystyle g=0} (projectieve lijn); {\displaystyle g=1} (elliptische kromme), en {\displaystyle g>1} (riemann-oppervlakken met onafhankelijke holomorfe differentialen). In het geval van oppervlakken was de enriques-classificatie in vijf soortgelijke grote klassen, waarvan er drie analoga zijn van de gevallen van een kromme, en twee meer (elliptische fibraties en K3-oppervlakken, zoals deze nu worden genoemd) in het 'middengebied' van de tweedimensionale abelse variëteiten vallen. Dit was een in wezen gezonde nieuwe wegen banende verzameling van inzichten, die door Kunihiko Kodaira in de jaren 1950 dan ook in de moderne complexe variëteit-taal werd hersteld en die door Oscar Zariski, de Shafarevich-school en anderen rond 1960 werd verfijnd om mod {\displaystyle p} fenomenen te bevatten. De vorm van de stelling van Riemann-Roch over oppervlakken werd ook uitgewerkt. 

## Grondslagkwesties
Kwalificatie van wat er eigenlijk precies is bewezen, is noodzakelijk uit het oogpunt van grondslagen. Deze omvatten een intensief gebruik van birationale modellen in dimensie 3 van oppervlakken, die alleen niet-singuliere modellen kunnen hebben, wanneer zij zijn ingebed in de hoger-dimensionale projectieve ruimte. Dat wil zeggen dat de theorie niet op een intrinsieke manier was geformuleerd. Om dat te omzeilen werd er een verfijnde theorie voor de afhandeling van een lineair systeem van delers ontwikkeld (in feite een lijnbundeltheorie voor hypervlaksecties van vermeende inbeddingen in de projectieve ruimte). Veel van de moderne technieken werden in embryonale vorm gevonden en in sommige gevallen steeg de articulatie van deze ideeën uit boven de toenmalig beschikbare technische taal.

## De meetkundigen
Volgens Guerraggio & Nastasi (blz. 9, 2005) wordt Luigi Cremona "beschouwd als de grondlegger van de Italiaanse school van de algebraïsche meetkunde". Later leggen zij uit dat de samenwerking van D'Ovidio en Corrado Segre in Turijn "hetzij door hun eigen inspanningen of door die van hun studenten, de Italiaanse algebraïsche meetkunde tot volle wasdom zou brengen". Een voormalige student van Segre, H.F. Baker schreef over dit onderwerp (1926, blz. 269), [Corrado Segre] "kan waarschijnlijk worden beschouwd als de vader van die prachtige Italiaanse school, die zoveel heeft bereikt in de birationale theorie van de algebraïsche loci". Over dit onderwerp zeiden Brigaglia & Ciliberto (2004), "Segre heeft de meetkundige school geleid en in stand gehouden die door Luigi Cremona in 1860 was opgericht". Verwijzing naar het "Mathematics Genealogy Project" tonen in termen van Italiaanse doctoraten aan dat de werkelijke productiviteit van de school met Guido Castelnuovo en Federigo Enriques begon. In de Verenigde Staten inspireerde Oscar Zariski vele promovendi. 
De erelijst van de school omvat de volgende andere Italianen: Giacomo Albanese, Bertini, Campedelli, Oscar Chisini, Michele De Franchis, Pasquale del Pezzo, Beniamino Segre, Francesco Severi, Guido Zappa (met bijdragen ook van Gino Fano, Rosati, Torelli en Giuseppe Veronese).
Elders ging het om H.F. Baker en Patrick du Val (UK), Arthur Byron Coble (USA), Charles Émile Picard (Frankrijk), Lucien Godeaux (België), G. Humbert, Hermann Schubert en Max Noether en later Erich Kähler (Duitsland) en H.G. Zeuthen (Denemarken).
Deze wiskundigen hielden zich allen bezig met de algebraïsche meetkunde, in plaats van met de projectieve meetkunde als synthetische meetkunde, een onderwerp dat gedurende de periode onder discussie enorm in de belangstelling stond, althans gemeten in termen van gepubliceerde artikelen.

## Opkomst van de topologie
De nieuwe algebraïsche meetkunde die de Italiaanse school van de algebraïsche meetkunde zou opvolgen, werd ook gekenmerkt door het intensieve gebruik van de algebraïsche topologie. Dit was begonnen met Henri Poincaré; tijdens de jaren 1930 werd dit voortgezet door Lefschetz, Hodge en Todd. De moderne synthese bracht dit werk samen met dat van de school van Cartan, dat van W.L. Chow en Kunihiko Kodaira en het traditionele materiaal.

## Instorting van de school
In de eerste jaren van de Italiaanse school onder Castelnuovo waren de standaarden van striktheid net zo hoog als in de meeste andere gebieden van de wiskunde. Onder Enriques werd het geleidelijk aan aanvaardbaar om in plaats van compleet strikte bewijzen, iets meer informele argumenten, zoals het "beginsel van continuïteit", te gebruiken. Het "beginsel van continuïteit" zegt dat wat waar is tot aan de limiet ook waar is in de limiet, een claim die geen strikt bewijs en zelfs geen precieze formulering heeft. In eerste instantie maakte dit niet zo veel uit, aangezien Enriques' intuïtie zo goed was dat in essentie alle door hem geclaimde resultaten in feite ook juist bleken en Enriques door gebruik te maken van deze meer informele stijl in staat bleek spectaculaire resultaten over algebraïsche oppervlakken op te stellen. Helaas daalden vanaf ongeveer vanaf ongeveer 1930 onder leiding van Severi de normen van de nauwkeurigheid verder tot het punt waarop sommige van de geclaimde resultaten niet alleen onvoldoende bewezen waren, maar zelfs hopeloos ernaast zaten.
In 1934 claimde Severi bijvoorbeeld dat de ruimte van rationale equivalentieklassen van cycli op een algebraïsche oppervlak eindig  dimensionaal is, maar Mumford toonde in 1968 echter aan dat dit onjuist is voor oppervlakken met een positief meetkundig geslacht. In 1946 publiceerde Severi een artikel waarin hij claimde te hebben bewezen dat een 6e graads oppervlak in de driedimensionale projectieve ruimte ten hoogste 52 knooppunten heeft, de Barth-sextiek heeft echter 65 knooppunten.
Severi aanvaardde niet dat zijn argumenten inadequaat waren, wat tot bittere geschillen met betrekking tot de status van sommige van zijn resultaten leidde.
Omstreeks 1950 werd het te moeilijk om te zeggen welke van de geclaimde resultaten correct waren en welke niet, en stortte de informele intuïtieve school van algebraïsche meetkunde als een gevolg van ontoereikende grondslagen simpelweg in. Vanaf ongeveer 1950 tot 1980 werden er aanzienlijke inspanningen geleverd om zoveel mogelijk uit de restanten te redden en deze resultaten om te zetten naar de strikte algebraïsche stijl van de algebraïsche meetkunde opgericht door Weil en Zariski. Met name in de jaren 1960 herschreven Kodaira en Shafarevich en zijn studenten de Enriques-classificatie van algebraïsche oppervlakken in een meer strikte stijl, en breidden dit ook uit tot alle compacte complexe oppervlakken, terwijl in de jaren 1970 Fulton en MacPherson de klassieke berekeningen van de intersectietheorie op een strikte grondslag zetten.